# Número cuasiperfecto
En teoría de números, un número cuasiperfecto es un número natural hipotético n tal que la suma de todos sus divisores positivos (la función suma de divisores σ(n)) es igual a 2n + 1. Los números cuasiperfectos son números abundantes.
No se conoce la existencia de número cuasiperfecto alguno, pero si existiera, debería ser un cuadrado perfecto impar mayor a 1035 que tenga por lo menos siete factores primos distintos.